# Asteroidi troiani di Marte
Gli asteroidi troiani di Marte sono un gruppo di asteroidi che condividono l'orbita e il periodo orbitale del pianeta Marte intorno al Sole. Essi sono localizzati intorno ai due punti di Lagrange, 60° davanti e dietro Marte.
Al momento, questa famiglia contiene almeno sei oggetti conosciuti, due nel punto L4:
- (121514) 1999 UJ7
- 2023 FW14 [2]

e quattro nel punto L5:
- 5261 Eureka
- (101429) 1998 VF31
- (311999) 2007 NS2
- (385250) 2001 DH47

Altri quattro oggetti, identificati in prossimità del punto L5, potrebbero essere membri del gruppo.

## Origine
L'origine dei troiani di Marte è sconosciuta. Una prima teoria prevede che essi siano stati catturati in questa posizione durante la formazione del Sistema solare. È stato scoperto, tuttavia, che il gruppo presente in prossimità di L5 potrebbe essersi formato dalla frammentazione del maggiore di essi, 5261 Eureka. Questa ipotesi sembrerebbe trovare conferma anche in analisi spettroscopiche, che suggeriscono, inoltre, che Eureka possa essere un frammento del mantello di Marte, lanciato nello spazio in seguito all'impatto di un asteroide sul pianeta.